# Ránquil
Ránquil é uma comuna chilena situada na província de Ñuble, na Região de Bío-Bío. Com uma área de 248,3 km², tinha, em 2002, uma população de 5.683 habitantes.